# Španjolska sinagoga u Pragu
Španjolska sinagoga u Pragu (češki: Španělská synagoga; hebrejski: בית הכנסת הספרדי) jedna je od šest sinagoga u praškoj četvrti Josefov.
Smještena u ulici Dušní, sinagoga je sagrađena 1868. godine na mjestu vjerojatno najstarije praške sinagoge Altschule i pored rimokatoličke crkve Svetog Duha. Zgrada je građena u pseudomaurskom stilu, baš kao i Nova sinagoga u Berlinu. Arhitekti su bili: Vojtěch Ignác Ullmann i Josef Niklase. Njihova je gradnja inspirirana Alhambrom u španjolskom gradu Granadi. Sinagoga ima lijepe, šarene vitraje iz 1893. godine, koje su dizajnirali A. Baum i B. Münzberger.
Nakon Drugog svjetskog rata zgrada je privremeno korištena kao skladište predmeta židovske zajednice, poput inventara zatvorenih sinagoga. Godine 1955. zgrada je došla u ruke Židovskog muzeja, nakon čega je temeljito obnovljena od 1958. do 1959. godine. Sedamdesetih godina zgrada je bila zapuštena, a 1982. konačno je zatvorena. Kompletna obnova uslijedila je nakon Baršunaste revolucije i 1998. godine zgradi je vraćen stari sjaj. Danas je zgrada dio Židovskog muzeja u Pragu. Posebna pažnja posvećuje se povijesti čeških i moravskih Židova od 18. stoljeća do 1945. Dio zbirke čine srebrni predmeti iz Češke i Moravske.
Sinagoga se koristi za slavlje šabata.

## Galerija
- Sinagoga 1912.
- Orgulje
- Unutrašnjost
- Vitraji
- Orgulje